# Rapateaceae
Rapateaceae је фамилија монокотиледоних скривеносеменица из реда Poales. Статус фамилије постоји у већини класификационих схема монокотиледоних биљака (Cronquist 1981, APG 1998, APG II 2003). Обухвата 16-17 родова са 94 врсте, класификованих у три монофилетске потфамилије.
Биљке фамилије Rapateaceae су распрострањене у тропским пределима Јужне Америке, изузев једне западноафричке врсте.

## Списак родова[2]
- -{Amphiphyllum Gleason
- Cephalostemon R.H.Schomb.
- Duckea Maguire
- Epidryos Maguire
- Guacamaya Maguire
- Kunhardtia Maguire
- Marahuacaea Maguire
- Maschalocephalus Gilg & K.Schum.
- Monotrema Korn.
- Phelpsiella Maguire
- Potarophytum Sandwith
- Rapatea Aubl.
- Saxofridericia R.H.Schomb.
- Schoenocephalium Seub.
- Spathanthus Desv.
- Stegolepis Klotzsch ex Korn.
- Windsorina Gleason}-